# Tien-Yien Li

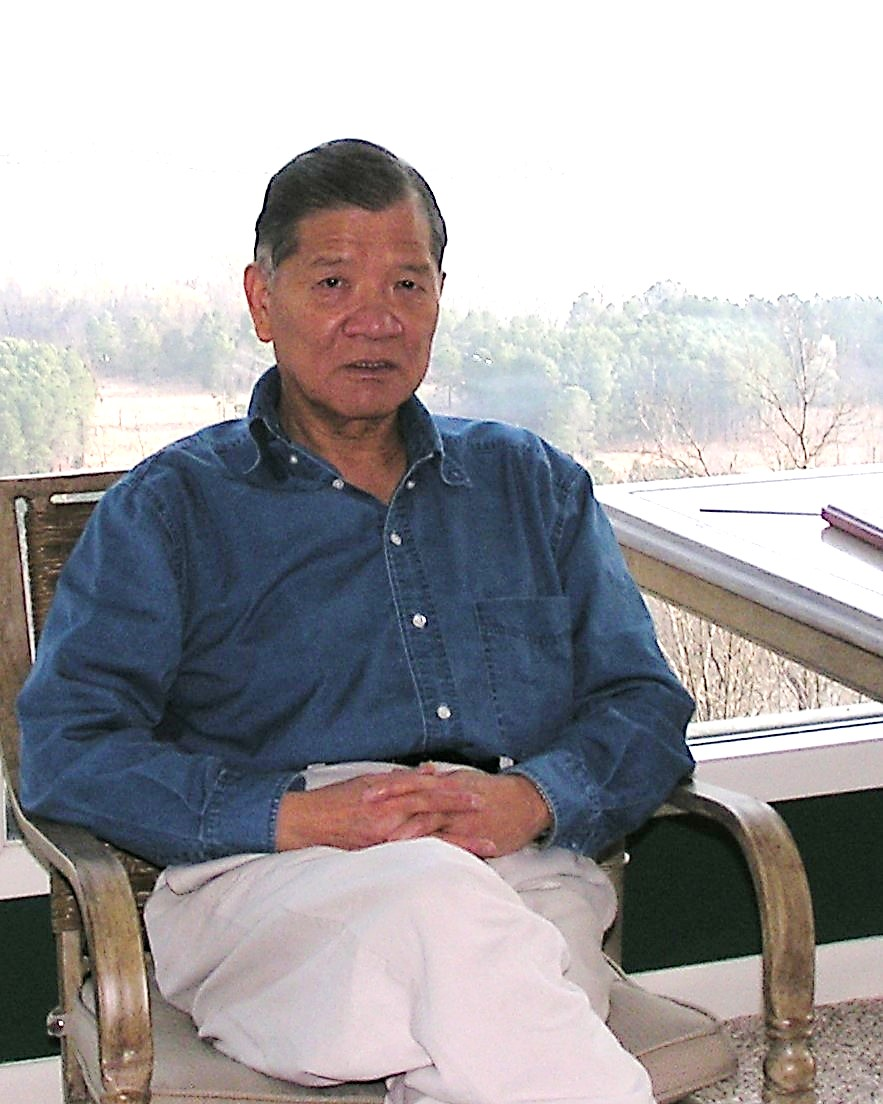
Tien-Yien Li, 2005

Tien-Yien Li (* 28. Juni 1945 im Bezirk Sha, Fujian-Provinz, Republik China; † 25. Juni 2020) war ein chinesisch-amerikanischer Mathematiker, der sich mit Dynamischen Systemen, Differentialgleichungen und Numerischer Analysis befasste.

## Leben und Werk
Li ist der Sohn eines Medizinprofessors, der in Tokio studiert hatte und an der Hunan Xiang-ya Medizinschule lehrte. Mit drei Jahren ging er mit seinen Eltern nach Taiwan. Er besuchte die Tsing-Hua-Nationaluniversität  in Taiwan mit dem Bachelor-Abschluss in Mathematik 1968, leistete ein Jahr Militärdienst und ging dann an die University of Maryland, College Park, an der er 1974 bei James Yorke promoviert wurde (Dynamics for {\displaystyle x(n+1)=f(x(n))}). Als Post-Doktorand war er Instructor an der University of Utah. 1976 wurde er Assistant Professor, 1979 Associate Professor und 1983 Professor an der University of Michigan. 1998 wurde er dort University Distinguished Professor.
Er war 1987/88 Gastprofessor am RIMS in Kyōto, 1993 Gastprofessor am CRM in Barcelona, 1998 am MSRI, 2000 an der City University of Hong Kong, 2009 am Fields Institute in Toronto. 1978/79 war er Visiting Associate Professor am Research Institute of Mathematics der University of Wisconsin. Außerdem war er Ehren-Gastprofessor an der Universität Jilin der Volksrepublik China und der Tsing-Hua-Universität in Peking.
Bekannt war er für seinen Aufsatz mit James Yorke Period three implies chaos von 1975, der beide zu Pionieren der Chaostheorie machte. Außerdem gab er zum Beispiel einen konstruktiven Beweis des Brouwer-Fixpunktsatzes mit numerischen Resultaten dazu, befasste sich mit der numerischen Lösung von Systemen polynomialer Gleichungen (mit der Homotopie-Methode), Homotopie-Algorithmen für Eigenwertprobleme und der numerischen Bestimmung von Wurzeln analytischer Funktionen in begrenzten Gebieten.
1995 war er Guggenheim Fellow. Er war Ehrenprofessor der Tsing-Hua Nationaluniversität. 2002 erhielt er den Distinguished Alumni Award der Tsing-Hua Nationaluniversität in Taiwan.
Er war US-amerikanischer Staatsbürger.

## Schriften
- mit James Yorke: Period Three Implies Chaos. In: American Mathematical Monthly. Band 82, 1975, S. 985–992.
- mit M. Misiurewicz, G. Pianigiani, J. Yorke: Odd chaos, Physics Letters, A, Band 87, 1982, 271–273
- mit M. Misiurewicz, G. Pianigiani, J. Yorke: No division implies chaos, Transactions AMS, Band 273, 1982, S. 191–199
- Solving polynomial systems, Mathematical Intelligencer, Band 9, 1987, Nr. 3
- mit T. Sauer, J. Yorke: Numerically determining solutions of systems of polynomial equations, Bulletin AMS, Band 18, 1988, S. 173–177
- mit J. Ding: Entropy, an introduction, Nankai Series Pure Appl. Math. Theor. Phys., Band 4, 1993, World Scientific, S. 26–54
- mit R. B. Kellogg, J. Yorke: A constructive proof of the Brouwer fixed point theorem and computational results, SIAM J. Numer. Anal., Band 13, 1976, S. 473–483.